# Little Mix
Little Mix (format originalment com a Rhythmix) és un quartet musical femení britànic format el 2011 durant el programa The X Factor. Les seues integrants són Perrie Edwards, Jesy Nelson, Leigh-Anne Pinnock i Jade Thirlwall.
Les seves integrants van ser rebutjades com a solistes. Originalment, el grup es deia Rhythmix, però a causa que ja hi havia una organització caritativa amb el mateix nom, va ser canviat a Little Mix. Durant el programa, el quartet va ser apadrinat per la jutgessa Tulisa Contostavlos i van cantar diferents temes com «E.T.» de Katy Perry i «Don't Stop the Music» de Rihanna. En la final, van aconseguir superar a Marcus Collins i van guanyar el programa, la qual cosa va convertir a Little Mix en el primer grup que el guanya, van aconseguir el que altres grups de reconeixement internacional com One Direction i JLS no poder fer. Després d'això, van llançar «Cannonball» com el seu primer senzill, una versió de Damien Rice i van poder aconseguir el número u en les principals llistes del Regne Unit i Irlanda.
No va ser fins a juliol de 2012 que Little Mix va llançar «Wings», el seu primer senzill propi. Ràpidament, la cançó va debutar en el nombre de les llistes del Regne Unit i Irlanda. Els dos senzills posteriors, «DNA» i «Change Your Life», no els van donar més reconeixement internacional, però sí dos top 15 més en les llistes britàniques i irlandeses. El disc al qual pertanyen aquests, DNA, va ser ben rebut a Austràlia, Irlanda, Nova Zelanda i el Regne Unit, ja que va aconseguir les posicions número deu, tres, catorze i tres en les seves respectives llistes. A més, va rebre un disc d'or per part de l'ARIA i la IRMA per les seves bones vendes. El 4 de març de 2013, Little Mix va revelar que «How Ya Doin'?» seria el quart senzill de DNA.
El segon àlbum d'estudi de Little Mix, Salute, es va llançar el 8 de novembre de 2013 a Irlanda i l'11 de novembre de 2013 en el Regne Unit. El grup va començar a treballar en l'àlbum al juny de 2013 i va concloure al setembre de 2013. Durant tot el procés d'enregistrament, Little Mix va treballar amb diversos productors, entre ells TMS, Future Cut, Fred Ball, Duvall, Jimmy Jam i Terry Lewis. L'àlbum va ser en gran part escrit per Little Mix. Musicalment, conserva el so pop del seu àlbum debut, mentre que aprofundeix un so R&B més madur. El 3 de novembre de 2013, va sortir a la venda «Move» el primer senzill de l'àlbum. El quartet la va compondre juntament amb Maegan Cottone i Nathan Duvall. Musicalment, la cançó s'allunya dels anteriors treballs de Little Mix, amb sons més extravagants i l'exploració d'un to més madur amb elements de R&B. El single va rebre el seu airplay en el Regne Unit el 23 de setembre de 2013, aquest mateix dia es va fer disponible per pre-venda en iTunes. L'1 de novembre es va publicar un EP amb 5 remixes oficials de la cançó. Va ser llançada per a descàrrega digital el 3 de novembre de 2013. «Move» es va posicionar en el número dos d'Escòcia, tres en el Regne Unit i cinc a Irlanda. Va ser certificada or a Austràlia per vendre més de 35,000 còpies i plata en el Regne Unit per vendre més de 300.000 còpies. El 21 de novembre de 2013, Little Mix va anunciar a través de YouTube que el proper senzill de Salute seria «Little Me».
En 2015 Little Mix va llançar el seu tercer àlbum d'estudi Get Weird. que es va convertir en el seu amb més èxit i l'àlbum més venut fins avui en el Regne Unit. El primer senzill de l'àlbum "Black Magic" es va convertir en el tercer senzill del grup que aconseguia el número u en el Regne Unit i també va ser nominat a dos premis BRIT en 2016. El març de 2016 les noies van iniciar la seva gira mundial The Get Weird Tour. A l'abril de 2016, el grup ha aconseguit tres discos de platí i vuit senzills certificats en el Regne Unit i les seves vendes de discos a tot el món ascendeixen a més de 12 milions.

## Premis i nominacions[calcitació]
| Any  | Premi                       | Treball nominat    | Categoria                                                           | Resultat  | Ref. |
| ---- | --------------------------- | ------------------ | ------------------------------------------------------------------- | --------- | ---- |
| 2012 | 4Music Video Honours Awards | Little Mix         | Artista revelació                                                   | Nominat   |      |
| 2012 | 4Music Video Honours Awards | Little Mix         | Millor agrupació                                                    | Nominat   |      |
| 2012 | Glamur Women Awards         | Little Mix         | Millor agrupació                                                    | Nominat   |      |
| 2012 | Kids Choice Awards          | Little Mix         | Revelació britànica favorita                                        | Nominat   |      |
| 2012 | Kids Choice Awards          | Little Mix         | Banda britànica favorita                                            | Nominat   |      |
| 2013 | Kids Choice Awards          | Little Mix         | Banda britànica favorita                                            | Nominat   |      |
| 2013 | BBC Radio 1 Teen Awards     | Little Mix         | Banda britànica favorita                                            | Nominat   |      |
| 2013 | Cosmopolitan Awards         | Little Mix         | Èxit global                                                         | Nominat   |      |
| 2014 | 4Music Video Honours Awards | Little Mix         | Millors noies                                                       | Guanyador |      |
| 2014 | Glamur Women Awards         | Little Mix         | Banda de l'any                                                      | Guanyador |      |
| 2014 | Japan Gold Disc Awards      | Little Mix         | Artista nou de l'any                                                | Guanyador |      |
| 2014 | Japan Gold Disc Awards      | Little Mix         | Els 3 millors artistes nous (compartit amb The Strypes i Jake Bugg) | Guanyador |      |
| 2014 | Kids Choice Awards          | Little Mix         | Banda britànica favorita                                            | Nominat   |      |
| 2014 | Radio Disney Music Awards   | «Wings»            | Millor cançó per ballar                                             | Nominat   |      |
| 2014 | VEVO Certified              | «Wings»            | 100 milions de reproduccions                                        | Guanyador |      |
| 2015 | Kids Choice Awards          | Little Mix         | Acte musical britànic favorit                                       | Nominat   |      |
| 2015 | Teen Choice Awards          | Little Mix         | Artista revelació                                                   | Guanyador |      |
| 2015 | Teen Choice Awards          | Little Mix         | Millor artista internacional                                        | Nominat   |      |
| 2015 | Teen Choice Awards          | Little Mix         | Millor grup femení                                                  | Nominat   |      |
| 2015 | Teen Choice Awards          | Little Mix         | Millor grup femení de l'estiu                                       | Nominat   |      |
| 2015 | Teen Choice Awards          | «Black Magic»      | Millor cançó d'amor                                                 | Nominat   |      |
| 2016 | BRITs Awards                | «Black Magic»      | Senzill britànic de l'any                                           | Nominat   |      |
| 2016 | BRITs Awards                | «Black Magic»      | Vídeo britànic                                                      | Nominat   |      |
| 2016 | Teen Choice Awards          | «Secret Love Song» | Millor cançó d'amor                                                 | Nominat   |      |
| 2016 | Teen Choice Awards          | Little Mix         | Millor artista internacional                                        | Guanyador |      |